# Liste des maires de Pertuis
Pour un article plus général, voir Pertuis (Vaucluse).

## Nomination
De 1789 à 1799,  les agents municipaux (maires) sont élus au suffrage direct pour 2 ans et rééligibles, par les citoyens actifs de la commune, contribuables payant une contribution au moins égale à 3 journées de travail dans la commune. Sont éligibles ceux qui paient un impôt au moins équivalent à dix journées de travail.
De 1799 à 1848, la constitution du 22 frimaire an VIII (13 décembre 1799) revient sur l’élection du maire, les maires sont nommés par le préfet pour les communes de moins de 5 000 habitants. La Restauration instaure la nomination des maires et des conseillers municipaux. Après 1831, les maires sont nommés (par le roi pour les communes de plus de 3 000 habitants, par le préfet pour les plus petites), mais les conseillers municipaux sont élus pour six ans.
Du 3 juillet 1848 à 1851, les maires sont élus par le conseil municipal pour les communes de moins de 6 000 habitants.
De 1851 à 1871, les maires sont nommés par le préfet, pour les communes de moins de 3 000 habitants et pour 5 ans à partir de 1855.
Depuis 1871 Les maires sont élus par le conseil municipal à la suite de son élection au suffrage universel.

## Liste des maires depuis 1790
| Période                                  | Période             | Identité               | Étiquette    | Qualité |
| ---------------------------------------- | ------------------- | ---------------------- | ------------ | --- |
| février 1790                             | ?                   | François Bounaud       |              | |
| Les données manquantes sont à compléter. |                     |                        |              | |
| 1800                                     | ?                   | Maitre Gondart         |              | |
| Les données manquantes sont à compléter. |                     |                        |              | |
| 1832                                     | 1853                | François Morel         |              | |
| 1853                                     | 1859                | Alfred-Henri Morel     |              | |
| 1859                                     | 1865                | Louis Turcan           |              | |
| 1865                                     | ?                   | Charles Édouard Lançon |              | |
| Les données manquantes sont à compléter. |                     |                        |              | |
| 1879                                     | 1881                | Auguste Callier        |              | |
| Les données manquantes sont à compléter. |                     |                        |              | |
| 1886                                     | 1889                | Auguste Callier        | Boulangiste  | |
| Les données manquantes sont à compléter. |                     |                        |              | |
| avril 1890                               | décembre 1991       | Auguste Callier        | Boulangiste  | |
| Les données manquantes sont à compléter. |                     |                        |              | |
| mai 1892                                 | mai 1896            | Auguste Callier        | Boulangiste  | |
| mai 1896                                 | 1897 (décès)        | Gustave Tournatoire    |              | |
| 1897                                     | 1913                | Jean-Louis Turcan      |              | |
| Les données manquantes sont à compléter. |                     |                        |              | |
| mai 1938                                 | mai 1944            | Charles Lussy          | SFIO         | Employé des PTT puis journaliste politique Député de Vaucluse (1936 → 1941) |
| août 1944                                | 20 mai 1945         | Alphonse Cousin        |              | Maire nommé par le préfet |
| 20 mai 1945                              | 19 octobre 1947     | Henri Crevat,          | PCF          | Pharmacien |
| 19 octobre 1947                          | 3 mai 1953          | Charles Lussy          | SFIO         | Employé des PTT puis journaliste politique Député de Vaucluse (1946 → 1958) |
| 3 mai 1953                               | 5 août 1963 (décès) | Pierre Augier          | SFIO puis PS | Ingénieur EDF Député de la 2e circonscription de Vaucluse (1962 → 1963) |
| 5 août 1963                              | 13 mars 1983        | Jean Guigues           | PS           | |
| 13 mars 1983                             | 19 mars 1989        | Pierre Fructus         | UDF          | Ophtalmologue |
| 19 mars 1989                             | 16 mars 2008        | André Borel            | PS           | Chef de groupe de vérificateurs-payeurs au CEA Député de la 2e circonscription de Vaucluse (1988 → 1993 puis 1997 → 2002) Conseiller général du canton de Bonnieux (1973 → 1998) |
| 16 mars 2008                             | En cours            | Roger Pellenc          | UMP-DVD      | Professeur de technologie puis président-fondateur du Groupe Pellenc |
| Les données manquantes sont à compléter. |                     |                        |              | |

## Composition des conseils municipaux

### 2008
Le scrutin de 2008 a donné 25 conseillers pour la liste de la majorité Roger Pellenc (47,44 % des voix) , 6 conseillers pour la liste socialiste Fabien Perez (35,25 % des voix) et 2 pour la liste divers droite Noëlle Trinquier (17,31 % des voix).
Au sein de la Communauté d'agglomération du pays d'Aix la commune dispose de 7 conseillers communautaires : le maire en tant que Vice-président de la communauté et 6 conseillers (5 issus de la majorité et 1 de l'opposition).

### 2014
Le scrutin de 2014 a donné 25 conseillers pour la liste divers droite de  Roger Pellenc (50,59 % des voix) , 7 conseillers pour la liste socialiste de Fabien Perez (40,12 % des voix) et 1 pour la liste Front National d'Alexandre Vallet (9,28 % des voix).